# Timberland
Timberland ist der 1973 eingetragene Markenname des international bekannten, US-amerikanischen Schuh- und Outdoorbedarfherstellers The Timberland Company aus Stratham, New Hampshire.

## Unternehmensgeschichte
Die Unternehmensgeschichte geht auf den im Jahre 1902 in Odessa (Russisches Kaiserreich) geborenen jüdischen Schuhmacher Nathan Swartz zurück, der 1913 in die Vereinigten Staaten emigrierte, dort 1952 Anteile an einer Schuhfabrik in Massachusetts kaufte und diese 1955 vollständig übernahm. Das Unternehmen namens The Abington Shoe Company stellte zunächst hauptsächlich Auftragsware her, entwickelte in den 1960er Jahren Produktionsmethoden für wasserdichtes Schuhwerk und nahm 1973 unter dem Namen Timberland (dt.: Waldland, Forst) einen wasserdichten Stiefel in das Sortiment auf, der sich so gut verkaufte, dass die Firma sich 1978 in The Timberland Company umbenannte.
Seit Ende der 1960er befindet sich der Firmensitz in Stratham, New Hampshire.
Ab den 1980er Jahren erfolgte die internationale Expansion. Nathan Swartz' Sohn Sidney übernahm die Unternehmensleitung 1986. Das erste Timberland-Geschäft wurde im gleichen Jahr in Newport (Rhode Island) eröffnet. 1987 ging das Unternehmen an die New Yorker Börse.
Seit den 1990er Jahren tritt Timberland mit einem umfangreichen Produktportfolio als Lifestyle-Unternehmen auf. Die Firma konzentriert sich dabei im Natursportbereich auf Schuhe, Bekleidung und Accessoires für Herren, Damen (seit 1990) und Kinder (seit 1996).
Von 1998 bis 2011 wurde das börsennotierte Familienunternehmen von Jeffrey Swartz, dem Enkel des Firmengründers, geleitet.

### Verkauf
Ende 2011 wurde Timberland von der in Greensboro, North Carolina, ansässigen VF Corporation aufgekauft und in deren Markensortiment eingegliedert.

## Unternehmensprofil

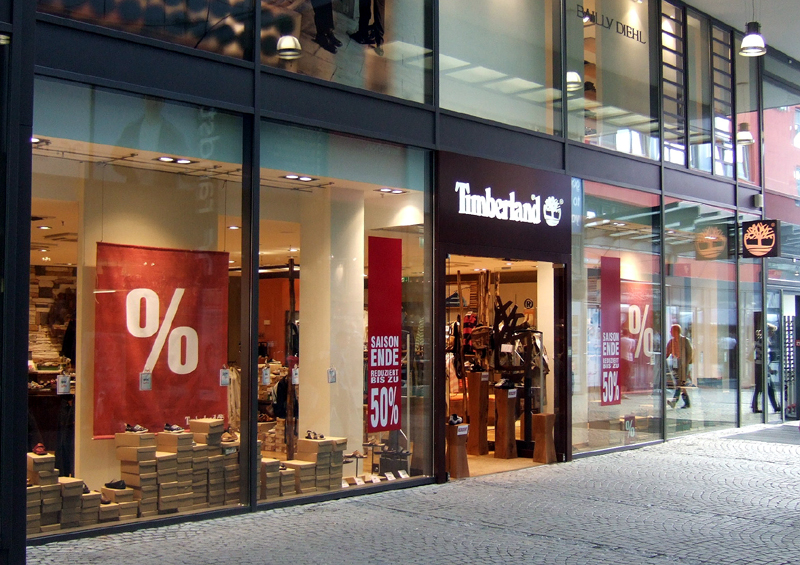
Timberland-Filiale in Darmstadt

Die Marke Timberland ist vor allem bekannt für robuste Schnür-Lederstiefel sowie sportliche Leder-Mokassins und -Bootsschuhe. Die typischen Timberland-Stiefel mit Gummisohle und eingebranntem Logo sind nicht nur für den Alltagsgebrauch und den Einsatz im sportlichen Bereich beliebt, sondern werden unter anderem auch von Jugendlichen der Hip-Hop-Szene New Yorks und Neuenglands sowie von Bauarbeitern geschätzt. Mittlerweile stellt das Unternehmen Schuhmodelle und Kleidungsstücke für verschiedene Bereiche des Alltags her.
Teil der Firmen-Philosophie ist das Verständnis des ,draußen‘ als Gegensatz zum ,drinnen‘. Die Produkte sollen daher entsprechend strapazierfähig sein. Zentraler Bestandteil von Timberlands Firmenkultur ist soziales Engagement und Umweltschutz. So erhalten alle Mitarbeiter jährlich 40 Stunden bezahlten Urlaub, um sich im Rahmen von Initiativen wie Earth Day und Serv-a-Palooza zu engagieren und getreu dem Timberland-Motto „Make it Better“ („Mach es besser“) Gutes zu tun. Für diese Initiativen, die die US-Marke initiiert und als ihre Pflicht und gesellschaftliche Verantwortung ansieht (Corporate Social Responsibility), wurden ihr mehrere Auszeichnungen verliehen. Das Unternehmen gilt, beispielsweise aufgrund von Auszeichnungen durch das Forbes Magazine („100 Best Companies to Work For“), als guter Arbeitgeber in den USA.
Der beige-gelbe Yellow Boot für Herren war 1973 das erste Produkt unter dem Namen Timberland. Seither gibt es den Stiefel in zahlreichen Farben und Ausführungen. Der wasserabweisende Schaft ist nach einer eigens entwickelten Methode mit der Sohle verschweißt und nicht vernäht, weshalb kein Wasser zwischen Sohle und Schaft in den Schuh eindringen kann (direktangesohlt). In Deutschland darf der Schuh deshalb als wasserfest verkauft werden. Noch Ende der 1970er Jahre kamen handgenähte Mokassins und Bootsschuhe aus Leder mit Gummisohle zum Produktsortiment hinzu. Mittlerweile gibt es eine Vielzahl von unterschiedlichen Timberland-Schuhmodellen, darunter Wanderstiefel, Freizeitschuhe, förmliche Schnürschuhe, Arbeitsschuhe, Sandalen sowie Damen- und Kinderschuhe.
Der Rapper und Produzent Timbaland benannte sich nach den beigen Stiefeln der Firma Timberland.
Im April 2007 kaufte die Timberland Company die Firma Ipath, welche vorwiegend Schuhe für den Skateboarding-Bereich herstellt.
2010 stiftete Timberland im Rahmen des „Earthkeeper“-Programms Gelder an die Haiti-Stiftung des Musikers Wyclef Jean.

## Produktion
2012 veröffentlichten viele europäische Verbraucherschutzorganisationen eine Studie über die Produktion von Lederschuhen. 16 Firmen wurden dabei genauer unter die Lupe genommen. Eine dänische Organisation wurde beauftragt, Farmen, Schlachthöfe, Gerbereien in Brasilien und Indien zu besuchen. Dabei wurden katastrophale Arbeitsbedingungen und Tierquälerei festgestellt. Timberland schnitt dabei im Ethiktest am besten ab.